# STS-35
STS-35 — космический полёт MTKK «Колумбия» по программе «Спейс Шаттл» (38-й полёт программы и 10-й полёт Колумбии). Основной целью миссии STS-35 было развёртывание рентгеновского телескопа НАСА «Astro-1».

## Экипаж
- (НАСА): Вэнс Бранд (4)[3] — командир;
- (НАСА): Гай Гарднер (2) — пилот;
- (НАСА): Джеффри Хоффман (2) — специалист миссии-1;
- (НАСА): Джон Лаундж (3) — специалист миссии-2;
- (НАСА): Роберт Паркер (2) — специалист миссии-3;
- (НАСА): Сэмюел Дарранс (1) — специалист по полезной нагрузке 1;
- (НАСА): Роналд Паризи (1) — специалист по полезной нагрузке 2.

## Параметры полёта
- Масса аппарата
  - при старте — 121 344 кг;
  - при посадке — 102 462 кг;
- Грузоподъёмность — 12 095 кг;
- Наклонение орбиты — 28,5°;
- Период обращения — 91,7 мин;
- Перигей — 352 км;
- Апогей — 362 км.